# Alto del Carmen
Alto del Carmen est une  commune du Chili de la province de Huasco, elle-même située dans la région d'Atacama.

## Géographie

### Situation
La commune d'Alto del Carmen se trouve dans le nord du Chili dans le désert de l'Atacama. Elle est composée d'une chaîne de petites agglomérations (les principales sont San Felix et El Trafico) le long du rio del Carmen et du rio Conay affluents du rio Huesco. Des vignobles sont plantés sur son territoire et il y a des projets d'exploitation des gisements d'or.

### Démographie
En 2016, la population d'Alto del Carmen s'élevait à 6 412 habitants. La superficie de la commune est de 5 939 km2 (densité de 1,1).